# Xenosaurus grandis
Espèce
Synonymes
- Cubina grandis Gray, 1856
- Xenosaurus fasciatus Peters, 1861
- Xenosaurus rackhami sanmartenensis
Werler & Shannon, 1961
- Xenosaurus arboreus Lynch & Smith, 1965

Statut de conservation UICN

 VU B1ab(iii,v) : Vulnérable
Xenosaurus grandis est une espèce de sauriens de la famille des Xenosauridae.

## Répartition
Cette espèce est endémique du Veracruz au Mexique.

## Description
Ces lézards au corps aplati ont des pattes bien séparées. Le corps est couvert de petites protubérances. Il est souvent de couleur brune, avec des bandes plus claires. Ces reptiles sont discrets et apprécient l'eau à l'occasion. Actifs principalement de nuit, ils se nourrissent d'insectes tels que les termites et les fourmis.
La femelle donne naissance à des portées de trois petits (ovovivipares) d'environ 40 mm de long.

## Liste des sous-espèces
Selon The Reptile Database (13 janvier 2013) :
- Xenosaurus grandis arboreus Lynch & Smith, 1965
- Xenosaurus grandis grandis (Gray, 1856)
- Xenosaurus grandis sanmartinensis Werler & Shannon, 1961

## Taxinomie
Les sous-espèces Xenosaurus grandis agrenon et Xenosaurus grandis rackhami ont été élevées au rang d'espèce.

## Publications originales
- Gray, 1856 : Notice of a new species of nocturnal lizard from Mexico. Annals and Magazine of Natural History, ser. 2, vol. 18, p. 270 (texte intégral).
- Lynch & Smith, 1965 : A new species of Xenosaurus (Reptilia: Xenosauridae) from the Isthmus of Tehuantepec, Mexico. Transactions of the Kansas Academy of Sciences, vol. 68, n. 1, p. 163-172.
- Werler & Shannon, 1961 : Two new lizards (genera Abronia and Xenosaurus) from the Los Tuxtlas Range of Veracruz, Mexico. Transactions of the Kansas Academy of Sciences, vol. 64, n. 2, p. 123-132.